# 克鲁克德岛

克魯克德島是巴哈馬的島嶼，位於加勒比海，長37公里、寬14公里，面積148平方公里，主要經濟活動有農業和漁業，島上有機場設施，2009年人口約600。

## 人口
根據2000年的人口普查的統計，阿克林斯的人口是428人，克鲁克德島的人口是350人。
自1999年以來，阿克林岛和克鲁克德岛是獨立的地區。